# Сапоненко, Сергей Иванович
Сергей Иванович Сапоненко (родился 27 декабря 1966 года) — поэт, член Союза белорусских писателей.
До 2008 года жил в городе Гомель Беларусь, сейчас живёт в США.

## Болезнь
Врождённая болезнь — детский церебральный паралич, из-за которой не действуют руки и ноги, речь затруднена. Учился устно.
В 1996 году у него появился компьютер. Попытался нажимать на клавиши носом — получилось. Сейчас он пишет, нажимая на клавиши палочкой, закреплённой на обруче, надеваемом на голову.
Женился в 2008 году, имеет дочь.

## Произведения
- Двухтомный сборник стихов «Сердце на бумаге» (3000 экземпляров, Titel, Германия
- Сборник «Versus» (500 экземпляров, Беларусь
- Сборник «Вера, надежда, любовь» (3000 экземпляров, Беларусь
- Сборник «Люблю» (AFEL, Франция
- Сборник «Журавлик бумажный» (AFEL, Франция
- Перевод сборника стихов Р. Макчейна «Песни Сиона» (10000 экземпляров, DRTS, Нидерланды
- Собрание сочинений в трех томах (3000 экземпляров, Украина